# Elezioni comunali nelle Marche del 2001
Le elezioni comunali nelle Marche del 2001 si tennero il 13 maggio (con ballottaggio il 27 maggio).

## Riepilogo sindaci eletti
Coalizione di centro-sinistra
     Coalizione di centro-destra
     Lista civica di centro
     Commissario prefettizio
| Provincia     | Comune                   | Popolazione legale (censimento 1991) | Sindaco uscente | Sindaco uscente           | Sindaco eletto | Sindaco eletto            | Primo turno | Primo turno | Secondo turno | Secondo turno | Seggi   |
| Provincia     | Comune                   | Popolazione legale (censimento 1991) | Sindaco uscente | Sindaco uscente           | Sindaco eletto | Sindaco eletto            | Voti        | %           | Voti          | %             | Seggi   |
| ------------- | ------------------------ | ------------------------------------ | --------------- | ------------------------- | -------------- | ------------------------- | ----------- | ----------- | ------------- | ------------- | ------- |
| Ancona        | Ancona                   | 101 285                              |                 | Domenico Mannino          |                | Fabio Sturani (DS)        | 42 081      | 60,87       | —             | —             | 25 / 40 |
| Ancona        | Castelfidardo            | 16 917                               |                 | Tersilio Marotta (Ind.)   |                | Tersilio Marotta (Ind.)   | 4 852       | 44,16       | 7 145         | 80,29         | 12 / 20 |
| Ancona        | Falconara Marittima      | 28 899                               |                 | Giancarlo Carletti (Ind.) |                | Giancarlo Carletti (Ind.) | 10 014      | 50,84       | —             | —             | 18 / 30 |
| Ascoli Piceno | Fermo                    | 35 111                               |                 | Carmine Rotondi           |                | Saturnino Di Ruscio (FI)  | 9 721       | 39,95       | 11 433        | 52,88         | 18 / 30 |
| Ascoli Piceno | San Benedetto del Tronto | 42 693                               |                 | Paolo Perazzoli (DS)      |                | Domenico Martinelli (FI)  | 14 190      | 44,82       | 15 997        | 55,96         | 18 / 30 |

## Ancona

### Ancona
|                                 | Fabio Sturani ✔️ Sindaco | 42 081               | 60,87 | Democratici di Sinistra | 18 101 | 30,98 | 14 |  |  |
| La Margherita                   | Fabio Sturani ✔️ Sindaco | 42 081               | 60,87 | 5 547                   | 9,49   | 4     |    |  |  |
| Rifondazione Comunista          | Fabio Sturani ✔️ Sindaco | 42 081               | 60,87 | 4 048                   | 6,93   | 3     |    |  |  |
| Movimento Repubblicani Europei  | Fabio Sturani ✔️ Sindaco | 42 081               | 60,87 | 2 589                   | 4,43   | 2     |    |  |  |
| Socialisti Democratici Italiani | Fabio Sturani ✔️ Sindaco | 42 081               | 60,87 | 2 213                   | 3,79   | 1     |    |  |  |
| Federazione dei Verdi           | Fabio Sturani ✔️ Sindaco | 42 081               | 60,87 | 1 715                   | 2,94   | 1     |    |  |  |
| Partito dei Comunisti Italiani  | Fabio Sturani ✔️ Sindaco | 42 081               | 60,87 | 1 013                   | 1,73   | –     |    |  |  |
| Totale liste                    | Fabio Sturani ✔️ Sindaco | 42 081               | 60,87 | 35 226                  | 60,29  | 25    |    |  |  |
|                                 | Maurizio Barbieri        | 24 856               | 35,95 | Forza Italia            | 9 708  | 16,61 | 7  |  |  |
| Alleanza Nazionale              | Maurizio Barbieri        | 24 856               | 35,95 | 7 129                   | 12,20  | 5     |    |  |  |
| CCD - CDU                       | Maurizio Barbieri        | 24 856               | 35,95 | 2 899                   | 4,96   | 2     |    |  |  |
| Insieme per Ancona (NPSI - PRI) | Maurizio Barbieri        | 24 856               | 35,95 | 1 120                   | 1,92   | –     |    |  |  |
| Movimento per Ancona            | Maurizio Barbieri        | 24 856               | 35,95 | 297                     | 0,51   | –     |    |  |  |
| Seggio di coalizione            | Seggio di coalizione     | Seggio di coalizione | 35,95 | 1                       |        |       |    |  |  |
| Totale liste                    | Maurizio Barbieri        | 24 856               | 35,95 | 21 153                  | 36,20  | 14    |    |  |  |
|                                 | Daniele Maria Angelini   | 1 558                | 2,25  | Italia dei Valori       | 1 436  | 2,46  | –  |  |  |
|                                 | Roberto Vespa            | 643                  | 0,93  | Democrazia Europea      | 617    | 1,06  | –  |  |  |
| Totale                          | Totale                   | 69 138               | 100   |                         | 58 432 | 100   | 40 |  |  |
|                                 |                          |                      |       |                         |        |       |    |  |  |
| Schede bianche                  | Schede bianche           | 1 310                | 1,83  |                         |        |       |    |  |  |
| Schede nulle                    | Schede nulle             | 1 140                | 1,59  |                         |        |       |    |  |  |
| Votanti                         | Votanti                  | 71 588               | 83,65 |                         |        |       |    |  |  |
| Elettori                        | Elettori                 | 85 584               |       |                         |        |       |    |  |  |
|                                 |                          |                      |       |                         |        |       |    |  |  |
| Fonte: Ministero dell'interno   |                          |                      |       |                         |        |       |    |  |  |

### Castelfidardo
| Candidati                            | Candidati                   | II turno             | II turno          | I turno | I turno | Liste                                  | Voti  | %     | Seggi |
| Candidati                            | Candidati                   | Voti                 | %                 | Voti    | %       | Liste                                  | Voti  | %     | Seggi |
| ------------------------------------ | --------------------------- | -------------------- | ----------------- | ------- | ------- | -------------------------------------- | ----- | ----- | ----- |
|                                      | Tersilio Marotta ✔️ Sindaco | 7 145                | 80,29             | 4 852   | 44,16   | Solidarietà Popolare per Castelfidardo | 3 663 | 39,32 | 12    |
|                                      | Laura Conti Cianca          | 1 754                | 19,71             | 2 644   | 24,06   | Democratici di Sinistra                | 811   | 8,70  | 1     |
| Partito Popolare Italiano            | Laura Conti Cianca          | 1 754                | 19,71             | 2 644   | 24,06   | 564                                    | 6,05  | 1     |       |
| Socialisti Democratici Italiani      | Laura Conti Cianca          | 1 754                | 19,71             | 2 644   | 24,06   | 418                                    | 4,49  | 1     |       |
| Repubblicani Castelfidardo           | Laura Conti Cianca          | 1 754                | 19,71             | 2 644   | 24,06   | 374                                    | 4,01  | –     |       |
| Rifondazione Comunista               | Laura Conti Cianca          | 1 754                | 19,71             | 2 644   | 24,06   | 301                                    | 3,23  | –     |       |
| Seggio di coalizione                 | Seggio di coalizione        | Seggio di coalizione | 19,71             | 2 644   | 24,06   | 1                                      |       |       |       |
| Totale liste                         | Laura Conti Cianca          | 1 754                | 19,71             | 2 644   | 24,06   | 2 468                                  | 26,49 | 3     |       |
|                                      | Luigi Pigini                | Luigi Pigini         | Luigi Pigini      | 2 596   | 23,63   | Forza Italia                           | 1 507 | 16,17 | 2     |
| Alleanza Nazionale                   | Luigi Pigini                | Luigi Pigini         | Luigi Pigini      | 2 596   | 23,63   | 787                                    | 8,45  | 1     |       |
| Associazione Commercianti Nove Rioni | Luigi Pigini                | Luigi Pigini         | Luigi Pigini      | 2 596   | 23,63   | 109                                    | 1,17  | –     |       |
| Seggio di coalizione                 | Seggio di coalizione        | Seggio di coalizione | Luigi Pigini      | 2 596   | 23,63   | 1                                      |       |       |       |
| Totale liste                         | Luigi Pigini                | Luigi Pigini         | Luigi Pigini      | 2 596   | 23,63   | 2 403                                  | 25,79 | 3     |       |
|                                      | Ermanno Santini             | Ermanno Santini      | Ermanno Santini   | 398     | 3,62    | Forum                                  | 350   | 3,76  | –     |
|                                      | Guglielmo Carini            | Guglielmo Carini     | Guglielmo Carini  | 348     | 3,17    | Partito dei Comunisti Italiani         | 307   | 3,30  | –     |
|                                      | Alberto Simonetti           | Alberto Simonetti    | Alberto Simonetti | 149     | 1,36    | Movimento Sociale Fiamma Tricolore     | 126   | 1,35  | –     |
| Totale                               | Totale                      | 8 899                | 100               | 10 987  | 100     |                                        | 9 317 | 100   | 20    |
|                                      |                             |                      |                   |         |         |                                        |       |       |       |
| Schede bianche                       | Schede bianche              | 69                   | 0,76              | 299     | 2,57    |                                        |       |       |       |
| Schede nulle                         | Schede nulle                | 140                  | 1,54              | 333     | 2,87    |                                        |       |       |       |
| Votanti                              | Votanti                     | 9 108                | 65,48             | 11 619  | 83,53   |                                        |       |       |       |
| Elettori                             | Elettori                    | 13 910               |                   | 13 910  |         |                                        |       |       |       |
|                                      |                             |                      |                   |         |         |                                        |       |       |       |
| Fonte: Ministero dell'interno        |                             |                      |                   |         |         |                                        |       |       |       |

### Falconara Marittima
|                                 | Giancarlo Carletti ✔️ Sindaco | 10 014               | 50,84 | Democratici di Sinistra | 4 306  | 25,96 | 10 |  |  |
| La Margherita                   | Giancarlo Carletti ✔️ Sindaco | 10 014               | 50,84 | 2 694                   | 16,24  | 6     |    |  |  |
| Movimento Repubblicani Europei  | Giancarlo Carletti ✔️ Sindaco | 10 014               | 50,84 | 623                     | 3,76   | 1     |    |  |  |
| Socialisti Democratici Italiani | Giancarlo Carletti ✔️ Sindaco | 10 014               | 50,84 | 598                     | 3,61   | 1     |    |  |  |
| Totale liste                    | Giancarlo Carletti ✔️ Sindaco | 10 014               | 50,84 | 8 221                   | 49,57  | 18    |    |  |  |
|                                 | Amos Benni                    | 5 701                | 28,94 | Forza Italia            | 2 970  | 17,91 | 4  |  |  |
| Alleanza Nazionale              | Amos Benni                    | 5 701                | 28,94 | 1 797                   | 10,84  | 2     |    |  |  |
| Seggio di coalizione            | Seggio di coalizione          | Seggio di coalizione | 28,94 | 1                       |        |       |    |  |  |
| Totale liste                    | Amos Benni                    | 5 701                | 28,94 | 4 767                   | 28,74  | 6     |    |  |  |
|                                 | Massimo Binci                 | 1 503                | 7,63  | Federazione dei Verdi   | 1 330  | 8,02  | 1  |  |  |
| Seggio di coalizione            | Seggio di coalizione          | Seggio di coalizione | 7,63  | 1                       |        |       |    |  |  |
|                                 | Massimo Flori                 | 1 343                | 6,82  | Rifondazione Comunista  | 1 252  | 7,55  | 1  |  |  |
| Seggio di coalizione            | Seggio di coalizione          | Seggio di coalizione | 6,82  | 1                       |        |       |    |  |  |
|                                 | Nunzio Proto                  | 1 136                | 5,77  | Chiari e Coerenti       | 1 015  | 6,12  | –  |  |  |
| Seggio di coalizione            | Seggio di coalizione          | Seggio di coalizione | 5,77  | 1                       |        |       |    |  |  |
| Totale                          | Totale                        | 19 697               | 100   |                         | 16 585 | 100   | 30 |  |  |
|                                 |                               |                      |       |                         |        |       |    |  |  |
| Schede bianche                  | Schede bianche                | 419                  | 2,04  |                         |        |       |    |  |  |
| Schede nulle                    | Schede nulle                  | 453                  | 2,20  |                         |        |       |    |  |  |
| Votanti                         | Votanti                       | 20 569               | 85,33 |                         |        |       |    |  |  |
| Elettori                        | Elettori                      | 24 106               |       |                         |        |       |    |  |  |
|                                 |                               |                      |       |                         |        |       |    |  |  |
| Fonte: Ministero dell'interno   |                               |                      |       |                         |        |       |    |  |  |

## Ascoli Piceno

### Fermo
| Candidati                      | Candidati                      | II turno             | II turno         | I turno | I turno | Liste                          | Voti   | %     | Seggi |
| Candidati                      | Candidati                      | Voti                 | %                | Voti    | %       | Liste                          | Voti   | %     | Seggi |
| ------------------------------ | ------------------------------ | -------------------- | ---------------- | ------- | ------- | ------------------------------ | ------ | ----- | ----- |
|                                | Saturnino Di Ruscio ✔️ Sindaco | 11 433               | 52,88            | 9 721   | 39,95   | Forza Italia                   | 4 034  | 19,68 | 9     |
| Alleanza Nazionale             | Saturnino Di Ruscio ✔️ Sindaco | 11 433               | 52,88            | 9 721   | 39,95   | 2 520                          | 12,29  | 5     |       |
| CCD - CDU                      | Saturnino Di Ruscio ✔️ Sindaco | 11 433               | 52,88            | 9 721   | 39,95   | 1 214                          | 5,92   | 2     |       |
| Fermo Libera                   | Saturnino Di Ruscio ✔️ Sindaco | 11 433               | 52,88            | 9 721   | 39,95   | 1 098                          | 5,36   | 2     |       |
| Totale liste                   | Saturnino Di Ruscio ✔️ Sindaco | 11 433               | 52,88            | 9 721   | 39,95   | 8 866                          | 43,24  | 18    |       |
|                                | Giacinto Alati                 | 10 188               | 47,12            | 8 319   | 34,19   | Democratici di Sinistra        | 3 645  | 17,78 | 4     |
| Unione Laica e Progressista    | Giacinto Alati                 | 10 188               | 47,12            | 8 319   | 34,19   | 1 750                          | 8,54   | 2     |       |
| La Margherita                  | Giacinto Alati                 | 10 188               | 47,12            | 8 319   | 34,19   | 1 720                          | 8,39   | 2     |       |
| Partito dei Comunisti Italiani | Giacinto Alati                 | 10 188               | 47,12            | 8 319   | 34,19   | 430                            | 2,10   | –     |       |
| Seggio di coalizione           | Seggio di coalizione           | Seggio di coalizione | 47,12            | 8 319   | 34,19   | 1                              |        |       |       |
| Totale liste                   | Giacinto Alati                 | 10 188               | 47,12            | 8 319   | 34,19   | 7 545                          | 36,80  | 8     |       |
|                                | Giorgio Cisbani                | Giorgio Cisbani      | Giorgio Cisbani  | 2 960   | 12,16   | Rifondazione Comunista         | 1 395  | 6,80  | 1     |
| Città Futura                   | Giorgio Cisbani                | Giorgio Cisbani      | Giorgio Cisbani  | 2 960   | 12,16   | 873                            | 4,26   | –     |       |
| Seggio di coalizione           | Seggio di coalizione           | Seggio di coalizione | Giorgio Cisbani  | 2 960   | 12,16   | 1                              |        |       |       |
| Totale liste                   | Giorgio Cisbani                | Giorgio Cisbani      | Giorgio Cisbani  | 2 960   | 12,16   | 2 268                          | 11,06  | 1     |       |
|                                | Fabrizio Cesetti               | Fabrizio Cesetti     | Fabrizio Cesetti | 2 937   | 12,07   | Movimento Repubblicani Europei | 794    | 3,87  | –     |
| Città Territorio               | Fabrizio Cesetti               | Fabrizio Cesetti     | Fabrizio Cesetti | 2 937   | 12,07   | 695                            | 3,39   | –     |       |
| Seggio di coalizione           | Seggio di coalizione           | Seggio di coalizione | Fabrizio Cesetti | 2 937   | 12,07   | 1                              |        |       |       |
| Totale liste                   | Fabrizio Cesetti               | Fabrizio Cesetti     | Fabrizio Cesetti | 2 937   | 12,07   | 1 489                          | 7,26   | –     |       |
|                                | Renzo Paccapelo                | Renzo Paccapelo      | Renzo Paccapelo  | 398     | 1,64    | Democrazia Europea             | 334    | 1,63  | –     |
| Totale                         | Totale                         | 21 621               | 100              | 24 335  | 100     |                                | 20 502 | 100   | 30    |
|                                |                                |                      |                  |         |         |                                |        |       |       |
| Schede bianche                 | Schede bianche                 | 243                  | 1,09             | 794     | 3,09    |                                |        |       |       |
| Schede nulle                   | Schede nulle                   | 432                  | 1,94             | 552     | 2,15    |                                |        |       |       |
| Votanti                        | Votanti                        | 22 296               | 73,40            | 25 681  | 84,55   |                                |        |       |       |
| Elettori                       | Elettori                       | 30 375               |                  | 30 375  |         |                                |        |       |       |
|                                |                                |                      |                  |         |         |                                |        |       |       |
| Fonte: Ministero dell'interno  |                                |                      |                  |         |         |                                |        |       |       |

### San Benedetto del Tronto
| Candidati                                              | Candidati                      | II turno             | II turno           | I turno | I turno | Liste                      | Voti   | %     | Seggi |
| Candidati                                              | Candidati                      | Voti                 | %                  | Voti    | %       | Liste                      | Voti   | %     | Seggi |
| ------------------------------------------------------ | ------------------------------ | -------------------- | ------------------ | ------- | ------- | -------------------------- | ------ | ----- | ----- |
|                                                        | Domenico Martinelli ✔️ Sindaco | 15 997               | 55,96              | 14 190  | 44,82   | Forza Italia               | 5 508  | 19,75 | 9     |
| Alleanza Nazionale                                     | Domenico Martinelli ✔️ Sindaco | 15 997               | 55,96              | 14 190  | 44,82   | 3 631                      | 13,02  | 5     |       |
| Lista Martinelli                                       | Domenico Martinelli ✔️ Sindaco | 15 997               | 55,96              | 14 190  | 44,82   | 2 268                      | 8,13   | 3     |       |
| CCD - CDU                                              | Domenico Martinelli ✔️ Sindaco | 15 997               | 55,96              | 14 190  | 44,82   | 1 208                      | 4,33   | 1     |       |
| Totale liste                                           | Domenico Martinelli ✔️ Sindaco | 15 997               | 55,96              | 14 190  | 44,82   | 12 615                     | 45,24  | 18    |       |
|                                                        | Domenico Mozzoni               | 12 589               | 44,04              | 12 817  | 40,48   | Democratici di Sinistra    | 5 085  | 18,24 | 4     |
| La Margherita                                          | Domenico Mozzoni               | 12 589               | 44,04              | 12 817  | 40,48   | 3 080                      | 11,05  | 2     |       |
| Socialisti Democratici Italiani - Repubblicani Europei | Domenico Mozzoni               | 12 589               | 44,04              | 12 817  | 40,48   | 1 632                      | 5,85   | 1     |       |
| Italia dei Valori - Lista Morroni                      | Domenico Mozzoni               | 12 589               | 44,04              | 12 817  | 40,48   | 1 296                      | 4,65   | 1     |       |
| Partito dei Comunisti Italiani                         | Domenico Mozzoni               | 12 589               | 44,04              | 12 817  | 40,48   | 281                        | 1,01   | –     |       |
| Seggio di coalizione                                   | Seggio di coalizione           | Seggio di coalizione | 44,04              | 12 817  | 40,48   | 1                          |        |       |       |
| Totale liste                                           | Domenico Mozzoni               | 12 589               | 44,04              | 12 817  | 40,48   | 11 374                     | 40,79  | 8     |       |
|                                                        | Mauro Calvaresi                | Mauro Calvaresi      | Mauro Calvaresi    | 3 200   | 10,11   | Libera per Calvaresi       | 1 511  | 5,42  | 1     |
| Democrazia Europea                                     | Mauro Calvaresi                | Mauro Calvaresi      | Mauro Calvaresi    | 3 200   | 10,11   | 646                        | 2,32   | –     |       |
| Federazione dei Verdi                                  | Mauro Calvaresi                | Mauro Calvaresi      | Mauro Calvaresi    | 3 200   | 10,11   | 427                        | 1,53   | –     |       |
| Seggio di coalizione                                   | Seggio di coalizione           | Seggio di coalizione | Mauro Calvaresi    | 3 200   | 10,11   | 1                          |        |       |       |
| Totale liste                                           | Mauro Calvaresi                | Mauro Calvaresi      | Mauro Calvaresi    | 3 200   | 10,11   | 2 584                      | 9,27   | 1     |       |
|                                                        | Settimio Capriotti             | Settimio Capriotti   | Settimio Capriotti | 1 194   | 3,77    | Rifondazione Comunista (A) | 1 094  | 3,92  | –     |
| Seggio di coalizione                                   | Seggio di coalizione           | Seggio di coalizione | Settimio Capriotti | 1 194   | 3,77    | 1                          |        |       |       |
|                                                        | Sirio Papetti                  | Sirio Papetti        | Sirio Papetti      | 258     | 0,81    | Città Rossoblu             | 217    | 0,78  | –     |
| Totale                                                 | Totale                         | 28 586               | 100                | 31 659  | 100     |                            | 27 884 | 100   | 30    |
|                                                        |                                |                      |                    |         |         |                            |        |       |       |
| Schede bianche                                         | Schede bianche                 | 194                  | 0,67               | 589     | 1,79    |                            |        |       |       |
| Schede nulle                                           | Schede nulle                   | 347                  | 1,19               | 704     | 2,14    |                            |        |       |       |
| Votanti                                                | Votanti                        | 29 127               | 75,17              | 32 952  | 85,04   |                            |        |       |       |
| Elettori                                               | Elettori                       | 38 748               |                    | 38 748  |         |                            |        |       |       |
|                                                        |                                |                      |                    |         |         |                            |        |       |       |
| Fonte: Ministero dell'interno                          |                                |                      |                    |         |         |                            |        |       |       |

- La lista contrassegnata con la lettera A è apparentata al secondo turno con il candidato sindaco Domenico Mozzoni.